# Serie A (Italia) 1977-78
La Serie A 1977–78 fue la 76.ª edición del campeonato de fútbol de más alto nivel en Italia y la 46.ª bajo el formato de grupo único. Juventus F.C. ganó su 18° scudetto.

## Equipos participantes
| Equipo         | Ciudad    | Estadio                      |
| -------------- | --------- | ---------------------------- |
| Atalanta       | Bérgamo   | Comunale de Bérgamo          |
| Bologna        | Bolonia   | Comunale de Bolonia          |
| Fiorentina     | Florencia | Comunale de Florencia        |
| Foggia         | Foggia    | Pino Zaccheria               |
| Genoa          | Génova    | Luigi Ferraris               |
| Internazionale | Milán     | San Siro                     |
| Juventus       | Turín     | Comunale de Turín            |
| Lazio          | Roma      | Olímpico de Roma             |
| Milan          | Milán     | San Siro                     |
| Napoli         | Nápoles   | San Paolo                    |
| Perugia        | Perugia   | Comunale de Pian di Massiano |
| Pescara        | Pescara   | Adriatico                    |
| Roma           | Roma      | Olímpico de Roma             |
| Torino         | Turín     | Comunale de Turín            |
| Verona         | Verona    | Marcantonio Bentegodi        |
| Vicenza        | Vicenza   | Romeo Menti                  |

## Clasificación
| Pos. | Equipo         | Pts. | PJ | G  | E  | P  | GF | GC | Dif. | Clasificación                                |
| ---- | -------------- | ---- | -- | -- | -- | -- | -- | -- | ---- | -------------------------------------------- |
| 1    | Juventus (C)   | 44   | 30 | 15 | 14 | 1  | 46 | 17 | +29  | Clasificado a la Copa de Campeones de Europa |
| 2    | Vicenza        | 39   | 30 | 14 | 11 | 5  | 50 | 34 | +16  | Clasificado a la Copa de la UEFA             |
| 3    | Torino         | 39   | 30 | 14 | 11 | 5  | 36 | 23 | +13  | Clasificado a la Copa de la UEFA             |
| 4    | Milan          | 37   | 30 | 12 | 13 | 5  | 38 | 25 | +13  | Clasificado a la Copa de la UEFA             |
| 5    | Internazionale | 36   | 30 | 13 | 10 | 7  | 35 | 24 | +11  | Clasificado a la Recopa de Europa            |
| 6    | Napoli         | 30   | 30 | 8  | 14 | 8  | 35 | 31 | +4   | Clasificado a la Copa de la UEFA             |
| 7    | Perugia        | 30   | 30 | 10 | 10 | 10 | 36 | 35 | +1   |                                              |
| 8    | Roma           | 28   | 30 | 8  | 12 | 10 | 31 | 34 | −3   |                                              |
| 9    | Atalanta       | 27   | 30 | 6  | 15 | 9  | 28 | 32 | −4   |                                              |
| 10   | Verona         | 26   | 30 | 6  | 14 | 10 | 25 | 30 | −5   |                                              |
| 11   | Lazio          | 26   | 30 | 8  | 10 | 12 | 31 | 38 | −7   |                                              |
| 12   | Bologna        | 26   | 30 | 7  | 12 | 11 | 21 | 32 | −11  |                                              |
| 13   | Fiorentina     | 25   | 30 | 7  | 11 | 12 | 28 | 37 | −9   |                                              |
| 14   | Genoa (D)      | 25   | 30 | 5  | 15 | 10 | 23 | 33 | −10  | Descenso a Serie B                           |
| 15   | Foggia (D)     | 25   | 30 | 8  | 9  | 13 | 28 | 43 | −15  | Descenso a Serie B                           |
| 16   | Pescara (D)    | 17   | 30 | 4  | 9  | 17 | 21 | 44 | −23  | Descenso a Serie B                           |

 Fuente: BDFutbol
|            |
| Campeón    |
| Juventus   |
| 18º título |

## Resultados
| Local \ Visitante | ATA | BOL | FIO | FOG | GEN | INT | JUV | LAZ | MIL | NAP | PER | PES | ROM | TOR | VER | VIC |
| ----------------- | --- | --- | --- | --- | --- | --- | --- | --- | --- | --- | --- | --- | --- | --- | --- | --- |
| Atalanta          | —   | 0–0 | 0–0 | 1–2 | 1–1 | 0–1 | 0–2 | 1–1 | 1–1 | 1–1 | 1–1 | 2–0 | 0–1 | 0–0 | 1–0 | 2–4 |
| Bologna           | 0–0 | —   | 0–1 | 2–1 | 2–1 | 2–1 | 1–1 | 2–1 | 0–0 | 0–0 | 2–3 | 1–1 | 0–0 | 1–3 | 0–3 | 3–2 |
| Fiorentina        | 2–2 | 0–0 | —   | 1–1 | 0–0 | 0–2 | 1–1 | 0–1 | 1–1 | 1–0 | 2–1 | 3–0 | 2–0 | 2–0 | 1–2 | 1–3 |
| Foggia            | 1–0 | 1–0 | 1–1 | —   | 1–1 | 0–2 | 0–0 | 3–1 | 1–2 | 1–1 | 0–1 | 2–0 | 0–0 | 1–0 | 4–0 | 1–1 |
| Genoa             | 0–1 | 0–0 | 2–1 | 0–0 | —   | 1–1 | 2–2 | 2–1 | 1–1 | 1–1 | 2–0 | 1–0 | 1–0 | 1–2 | 2–2 | 1–2 |
| Internazionale    | 1–0 | 0–1 | 2–1 | 2–1 | 2–0 | —   | 0–1 | 1–1 | 1–3 | 1–0 | 2–0 | 0–0 | 4–2 | 0–0 | 0–0 | 2–0 |
| Juventus          | 1–1 | 1–0 | 5–1 | 6–0 | 4–0 | 2–2 | —   | 3–0 | 1–1 | 1–0 | 2–0 | 2–0 | 2–0 | 0–0 | 1–0 | 3–2 |
| Lazio             | 0–2 | 0–1 | 1–0 | 1–1 | 0–0 | 1–0 | 3–0 | —   | 2–0 | 1–1 | 2–0 | 2–1 | 1–1 | 1–1 | 1–1 | 1–3 |
| Milan             | 0–1 | 1–0 | 5–1 | 2–0 | 2–2 | 0–0 | 0–0 | 0–2 | —   | 0–1 | 2–2 | 2–0 | 1–0 | 1–1 | 1–1 | 3–1 |
| Napoli            | 2–2 | 0–0 | 0–0 | 5–0 | 0–0 | 2–2 | 1–2 | 4–3 | 1–1 | —   | 3–2 | 1–1 | 2–0 | 1–3 | 3–0 | 1–4 |
| Perugia           | 1–1 | 2–0 | 2–1 | 3–1 | 0–0 | 1–1 | 0–0 | 4–0 | 0–1 | 2–0 | —   | 2–1 | 3–2 | 2–0 | 0–1 | 1–1 |
| Pescara           | 0–0 | 2–1 | 1–2 | 1–2 | 0–0 | 2–1 | 1–2 | 1–0 | 0–2 | 1–3 | 1–1 | —   | 1–1 | 2–1 | 2–2 | 1–2 |
| Roma              | 3–1 | 1–1 | 2–2 | 1–0 | 1–0 | 1–2 | 1–1 | 0–0 | 1–2 | 0–0 | 2–0 | 2–0 | —   | 2–1 | 2–1 | 1–1 |
| Torino            | 3–2 | 2–0 | 1–0 | 3–1 | 3–1 | 1–0 | 0–0 | 1–0 | 1–0 | 1–0 | 1–1 | 2–0 | 1–1 | —   | 2–1 | 2–2 |
| Verona            | 1–2 | 1–1 | 0–0 | 3–1 | 2–0 | 0–0 | 0–0 | 2–2 | 1–2 | 0–1 | 0–0 | 1–0 | 0–0 | 0–0 | —   | 0–0 |
| Vicenza           | 2–2 | 3–0 | 1–0 | 2–0 | 1–0 | 1–2 | 0–0 | 2–1 | 1–1 | 0–0 | 3–1 | 1–1 | 4–3 | 0–0 | 1–0 | —   |